# (15913) Télémaque
(15913) Télémaque, désignation internationale (15913) Telemachus, est un astéroïde troyen jovien.

## Description
(15913) Télémaque est un astéroïde troyen jovien, camp grec, c'est-à-dire situé au point de Lagrange L4 du système Soleil-Jupiter. Il fut découvert par le programme Uppsala-DLR Trojan Survey le 1er octobre 1997 à l'observatoire de Haute-Provence. Il présente une orbite caractérisée par un demi-grand axe de 5,1973 UA, une excentricité de 0,0593 et une inclinaison de 7,2523° par rapport à l'écliptique.
Il fut nommé en référence à Télémaque, fils d'Ulysse, personnage du conflit légendaire de la guerre de Troie.

## Compléments